# San Sebastián (Mattia Preti)
San Sebastián es una pintura de  Mattia Preti pintada hacia 1657. Originalmente estuvo instalada la iglesia del convento de San Sebastián de Nápoles y hoy se expone en el Museo de Capodimonte. Representa el martirio de Sebastián, cuando está siendo asaeteado.
Se trata de un óleo sobre lienzo de 240 × 169 cm. Se calcula que fue realizado hacia 1657, durante la primera estancia en Nápoles del pintor calabrés Mattia Preti, quien muestra en esta obra una evidente influencia caravaggesca. 
Preti recibió el encargo de las monjas del convento de San Sebastián para pintar un cuadro sobre el santo con destino a la iglesia conventual. Una vez expuesto al público, causó un fuerte rechazo y recibió las críticas de Luca Giordano y de otros pintores locales, que juzgaron la obra como muy mediocre e inconveniente. El cuadro fue trasladado a una capilla privada en la iglesia de los Siete Dolores de Nápoles, donde permaneció hasta 1974, cuando se retiró por los problemas de seguridad en el templo. Actualmente se expone en el Museo de Capodimonte.